# Alberto Cuello
Pour les articles homonymes, voir Cuello (homonymie).
Alberto Cuello (né le 23 septembre 1908 dans la province de Tucumán en Argentine et mort à une date inconnue) est un joueur de football international argentin, qui évoluait au poste d'arrière gauche.

## Biographie

### Carrière en sélection
Avec l'équipe d'Argentine, il dispute 6 matchs (pour aucun but inscrit) entre 1929 et 1937. Il figure notamment dans le groupe des sélectionnés lors des Copa América de 1929 et de 1937.

## Palmarès
| River Plate - Championnat d'Argentine (4) : - Vainqueur : 1932, 1936, 1937 et 1941. |  | Argentine - Copa América (2) : - Vainqueur : 1929 et 1937. |